# Ferdinand Unterbuchschachner
Ferdinand Unterbuchschachner (* 29. Dezember 1996) ist ein österreichischer Fußballspieler.

## Karriere
Unterbuchschachner begann seine Karriere beim ASK Kematen. Im März 2012 spielte er erstmals für die erste Mannschaft von Kematen in der sechstklassigen Gebietsliga. Insgesamt kam er für Kematen bis 2016 zu 107 Einsätzen in der sechsthöchsten Spielklasse, in denen er 26 Tore erzielte. Zur Saison 2016/17 wechselte er zum viertklassigen SV Gaflenz. Für Gaflenz absolvierte er insgesamt 77 Spiele in der Landesliga, ehe sich der Verein 2020 aus der vierten Liga zurückzog.
Unterbuchschachner blieb in Folge in der Landesliga, er schloss sich zur Saison 2020/21 dem SCU Ardagger an. Für Ardagger spielte er 60 Mal in der höchsten niederösterreichischen Liga, ehe er mit dem Team 2023 Meister wurde und in die Regionalliga aufstieg. In der Saison 2023/24 absolvierte er 27 Spiele in der Ostliga, aus der er mit Ardagger aber direkt wieder abstieg.
Zur Saison 2024/25 wechselte Unterbuchschachner daraufhin zum Zweitligisten SKU Amstetten. Sein Debüt in der 2. Liga gab er im August 2024, als er am ersten Spieltag jener Saison gegen den ASK Voitsberg in der 84. Minute für Jannik Wanner eingewechselt wurde. Bis zur Winterpause kam er zu drei Zweitligaeinsätzen. Im Jänner 2025 kehrte er zum viertklassigen Ardagger zurück.